# Tobias Kamke
Tobias Kamke (* 21. května 1986 Lübeck) je německý profesionální tenista. Ve své dosavadní kariéře na okruhu ATP World Tour nevyhrál žádný turnaj. Na challengerech ATP získal k srpnu 2011 dva tituly ve dvouhře.
Na žebříčku ATP byl nejvýše ve dvouhře klasifikován v lednu 2011 na 64. místě a ve čtyřhře pak v září 2015 na 144. místě. Do roku 2016 jej trénoval Sascha Nensel, v roce 2021 to byli Julian Reister a Ralph Grambow.
V sezóně 2010 učinil na žebříčku posun z 254. pozice na 66. příčku a ATP jej vyhlásila nováčkem roku. V roce 2021 se pohybuje kolem 233. místa.

## Finálové účasti na turnajích ATP
| Legenda (dvouhra)               |
| ------------------------------- |
| Grand Slam tournaments (0)      |
| ATP World Tour Finals (0)       |
| ATP World Tour Masters 1000 (0) |
| ATP World Tour 500 (0)          |
| ATP World Tour 250 (0)          |
| ATP Challenger Tour (2–4)       |

### Dvouhra: 6 (2–4)
| Stav      | Č. | Datum              | Turnaj      | Povrch    | Finalista          | Výsledek            |
| --------- | -- | ------------------ | ----------- | --------- | ------------------ | ------------------- |
| Finalista | 1. | 12. listopadu 2007 | Helsinki    | tvrdý (h) | Steve Darcis       | 3–6, 6–1, 4–6       |
| Finalista | 2. | 26. května 2008    | Karlsruhe   | antuka    | Teimuraz Gabašvili | 1–6, 4–6            |
| Finalista | 3. | 12. dubna 2010     | Baton Rouge | tvrdý (h) | Kevin Anderson     | 7–6(7), 6–7(7), 1–6 |
| Finalista | 4. | 31. května 2010    | Fürth       | Clay      | Robin Haase        | 4–6, 2–6            |
| Vítěz     | 1. | 26. července 2010  | Granby      | tvrdý     | Milos Raonic       | 6–3, 7–6(4)         |
| Vítěz     | 2. | 11. října 2010     | Tiburon     | tvrdý     | Ryan Harrison      | 6–1, 6–1            |